# Зозулинцы (Тернопольская область)
Зозулинцы (укр. Зозулинці) — село в Залещицкой городской общине Чортковского района Тернопольской области Украины.
До 2020 года входило в Залещицкий район.
Код КОАТУУ — 6122084001. Население по переписи 2001 года составляло 1141 человек.

## Географическое положение
Село Зозулинцы находится на левом берегу реки Днестр,
выше по течению на расстоянии в 3,5 км расположено село Виноградное,
ниже по течению на расстоянии в 1,5 км расположено село Синьков,
на противоположном берегу — село Дорошовцы.

## История
- 1532 год — дата основания.

## Объекты социальной сферы
- Школа.
- Дом культуры.

## Достопримечательности
- Братская могила советских воинов.